# Rogeria inermis
Rogeria inermis é uma espécie de formiga do gênero Rogeria, pertencente à subfamília Myrmicinae.